# Elizabeth Beerman
Elizabeth Beerman (* 18. Juli 1991) ist eine US-amerikanische Snowboarderin. Sie startet in der Disziplin Halfpipe, manchmal auch im Slopestyle und im Snowboardcross.
Elizabeth Beerman stammt aus Weston in Vermont. 2007 gewann sie die USASA National Championships (US-amerikanische Meisterschaft) in der Halfpipe und konnte bei den Australian Open Zweite werden. In der gleichen Saison startete sie sehr erfolgreich bei FIS-Rennen, von acht Rennen gewann sie zwei, wurde dreimal Dritte, einmal Vierte neben einem 15. und einem 42. Platz. In Mount Bachelor (Oregon) besiegte sie dabei Kaitlyn Farrington in der Halfpipe und wurde Dritte im Slopestyle hinter Farrington und Katie Williams.
Im Weltcup debütierte Beerman schon 2005 mit einem 31. Platz in Lake Placid, bestritt das nächste Weltcup-Rennen aber erst zwei Jahre später am selben Ort, dabei wurde sie Achtzehnte. Zu Beginn der Saison 2007/2008 gelang ihr in Saas-Fee mit dem sechsten Platz die erste Top-Ten-Platzierung im Weltcup. Erneut Platz 18 in Stoneham brachte ihr in der Disziplinwertung der Saison den 32. Platz. Beim Auftakt zur Saison 2009 schaffte sie mit dem achten Platz im neuseeländischen Cardrona ihre zweite Weltcup-Platzierung unter den ersten Zehn.